# Laurent Guazzesi
Laurent Guazzesi, Lorenzo Guazzesi ou Lisiembo Cristoniano (26 juillet 1708 à Arezzo - 6 septembre 1764 à Pise) est un historien, traducteur et écrivain italien.

## Biographie
Né le 26 janvier 1708 d’une famille distinguée d’Arezzo, il s’est fait une réputation étendue par des écrits qui joignent au mérite d’un style pur et élégant, celui d’une érudition très-variée. Persuadé que la culture des lettres n’est point incompatible avec des fonctions publiques, il accepta différents emplois, entre autres celui d’intendant des canaux de l’arrondissement de Pise ; il mourut en cette ville le 10 septembre 1764. Ses services lui avaient mérité le titre de commandeur de l’Ordre de Saint-Étienne : il était membre de l’Académie d'Arcadie, de l’Académie étrusque et de la société colombaire de Florence.

## Œuvres
- une traduction en vers de l’Aulularia de Plaute, sous ce titre : II vecchio avaro, Florence, 1747, 1750, in-8°, et 1763, in-4°. Il publia cette traduction sous le nom de Lisiembo Cristoniano, qu’il avait pris en entrant à l’Académie des Arcadiens ; elle est très-estimée : l’édition de 1765 est ornée d’une préface, dans laquelle, après avoir fait la critique des farces qu’on représentait sur les théâtres d’Italie, il rappelle à ses compatriotes que la comédie doit être la peinture des mœurs, et il les invite à revenir à l’étude et à l’imitation des anciens.
- Lettera critica ad Ant. Cocchi intorno ad alcuni fatti della guerra gallica cisalpina, seguiti l’anno di Roma 529, Arezzo, 1752, in-8° ;
- Osservazioni storiche intorno ad alcuni fatti di Annibale, ibid., 1752, in-8° ;
- Dell’antico dominio del vescovo di Arezzo in Cortona, Pise, 1760, in-4°. Cette dissertation engagea Filippo Angellieri Alticozzi à faire de nouvelles recherches pour éclaircir ce point, et il en publia le résultat sous ce titre : Risposta apologetica al libro del Antico dominio, di Guazzesi, etc., Livourne, 1763-1765, 2 parties, in-4° ;
- Dissertazione sopra gli anfiteatri toscani, dans le tome 1er du Choix des dissertations de l’Académie de Cortone ; Supplément, dans la Raccoltà du P. Calogerà, t. 20. On a encore de Guazzesi des Dissertations sur la position géographique de différentes villes anciennes, sur la défaite de Totila, etc., insérées dans le Diario italico et dans les Opuscoli scientifici de Calogerà , et des traductions de quelques tragédies françaises. Le recueil de ses ouvrages a été publié à Pise, 1766, 4 vol. in-4°[1].